# Knight nyomozó 2. – Megváltás
A Knight nyomozó 2. – Megváltás (eredeti cím: Detective Knight: Redemption) 2022-ben bemutatott amerikai karácsonyi akciófilm, amelyet Edward John Drake írt és rendezett. A főbb szerepekben Paul Johansson és Bruce Willis látható. A Knight nyomozó-filmsorozat második része, a Knight nyomozó – Az öntörvényű (2022) folytatása. 
2022. december 9-én mutatta be a Lionsgate korlátozott számú moziban és Video on Demand szolgáltatáson keresztül. 2023. január 17-én DVD-n és Blu-rayen is megjelent.

## Cselekmény
A Knight nyomozó – Az öntörvényű eseményei után James Knight nyomozó börtönbe került Winna és Brigga meggyilkolásáért. A karácsonyi ünnepek idején Knight egy szökési akció kellős közepébe keveredik: ezt egy erőszakos fanatikus, Ricky Conlan, „A karácsonyi bombázó” és bandája, a „Karácsony igazi szentjei” vezetik. Megállapodást köt a hatóságokkal, hogy a terroristák kiiktatásáért cserébe rehabilitálják és visszakerülhet a testülethez. Miközben a robbantó csatlósai rettegésben tartják a várost, Knightnak igazságot kell szolgáltatnia.

## Szereplők
| Szerep                | Színész         | Magyar hang      |
| --------------------- | --------------- | ---------------- |
| James Knight          | Bruce Willis    | Dörner György    |
| Eric Fitzgerald       | Lochlyn Munro   | Czvetkó Sándor   |
| Rhodes                | Beau Mirchoff   | Fehér Tibor      |
| Mercer                | Corey Large     | Rába Roland      |
| Vassetti polgármester | John Cassini    | Galbenisz Tomasz |
| Arthur Vasseti        | Jerry Yu        | Czető Roland     |
| Lily                  | Hunter Daily    | Gáspár Kata      |
| Anna Shea             | Miranda Edwards | Kiss Eszter      |
| Clara                 | Hunter Daily    | Prokópius Maja   |
| Dejon                 | Colby Lopez     | Bozsó Péter      |

## A film készítése
2021 októberében Bruce Willis leszerződött Edward John Drake író-rendező Christmas Knight munkacímű akciófilmjének főszerepére Ezt a Devil's Knight (magyarul később Knight nyomozó 3. – Függetlenség címmel megjelent) filmmel egy időben, 2021. november 17. és december 14. között forgatták a kanadai Vancouverben. A forgatás 2022. január 9-én fejeződött be, miközben megerősítették Trevor Gretzky szerepeltetését mindkét filmben. 2022 szeptemberére a Devil's Knight-ot átnevezték Detective Knight: Independence-re, és 2023. január 20-ra tűzték ki a bemutató dátumát.
2022 novemberére Lochlyn Munro, Jimmy Jean-Louis, Corey Large és Cesar Miramontes újra megkapták az első két filmben játszott szerepüket. Willow Shields, Jack Kilmer, Alvaro Calderon, Dina Meyer és Timothy V. Murphy új szereplőként csatlakozott a szereplőgárdához.
A Knight nyomozó 3. – Függetlenség az egyik utolsó film, amelyben Willis szerepelt. A színész azután vonult vissza a filmvászonról, hogy frontotemporális demenciát diagnosztizáltak nála.

## Fordítás
- Ez a szócikk részben vagy egészben  a   Detective Knight: Redemption című angol Wikipédia-szócikk ezen változatának fordításán alapul.  Az eredeti cikk szerkesztőit annak laptörténete sorolja fel. Ez a jelzés csupán a megfogalmazás eredetét és a szerzői jogokat jelzi, nem szolgál a cikkben szereplő információk forrásmegjelöléseként.